# بلینگهام (واشینگتن)
بلینگهام (به انگلیسی: Bellingham) شهری در شهرستان واتکام ایالت واشنگتن است که در سرشماری سال ۲۰۱۰ میلادی، ۸۰۸۸۵ نفر جمعیت داشته است.